# Liste der Kompositionen von Claudio Monteverdi
Dieser Artikel umfasst die musikalischen Werke von Claudio Monteverdi.
Canzonette – Madrigali (I, II, III, IV, V, VI, VII, VIII, IX) – Messa Et Salmi – Missa Ac Vesperae – Sacrae Cantiunculae – Scherzi Musicali (I, II) – Selva Morale E Spirituale – andere (Opern: L’Orfeo, L’Arianna, Il ritorno d’Ulisse in patria, L’incoronazione di Poppea)

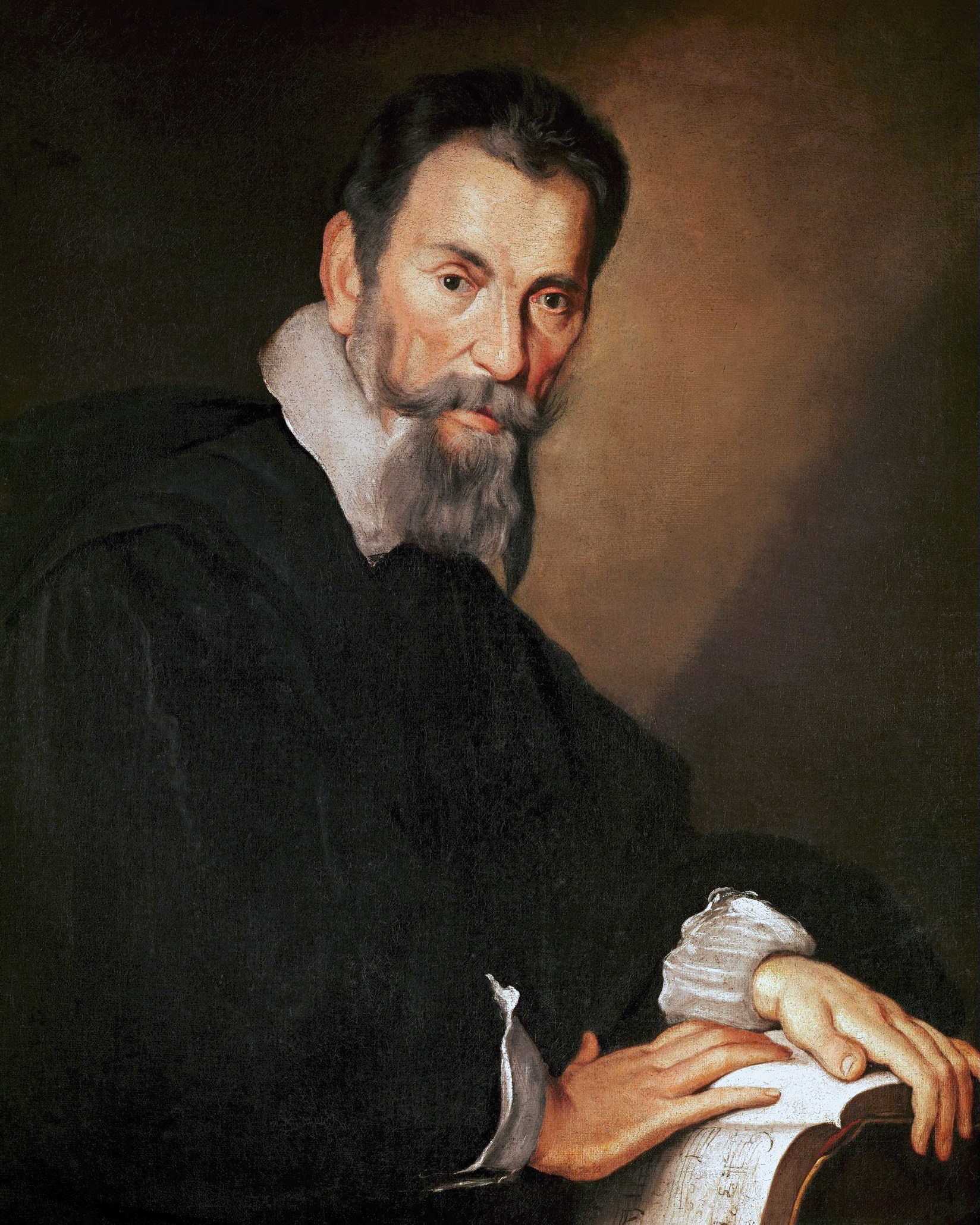
Claudio Monteverdi (gemalt von Bernardo Strozzi)

## Kurzeinführung
Herkömmlicherweise werden die Werke zusammen mit der Nummer im Stattkus-Verzeichnis (SV) angegeben, das erstmals 1985 veröffentlicht und 2006 überarbeitet wurde.
Der insbesondere für sein Madrigalschaffen und seiner Opern bekannte italienische Komponist Claudio Monteverdi (1567–1643) war fast sechs Jahrzehnte lang im späten 16. und frühen 17. Jahrhundert kompositorisch tätig, im Wesentlichen in der Zeit des Übergangs von der Renaissance- zur Barockmusik.
Seine profane Vokalmusik umfasst Canzonetten zu 3 Stimmen, neun Madrigalbücher (I, II, III, IV, V, VI, VII, VIII, IX,) Scherzi musicali zu drei Stimmen, zu seinen geistlichen Werken zählen Sacrae cantiunculae, Madrigali spirituali, Missa Sanctissimae Virginis, Missa In illo tempore, Vespro della Beata Vergine, zu seinen dramatischen Werken die Opern L’Orfeo, L’Arianna, Il ritorno d’Ulisse in patria, L’incoronazione di Poppea und das halbdramatische Ballett Il ballo delle ingrate.

## Gliederung
Die zu Lebzeiten von Monteverdi veröffentlichten Sammlungen bzw. größeren Werke nehmen im Verzeichnis von Manfred H. Stattkus die folgenden Nummern ein:
- 1–21 Canzonette, 3vv (Amadino, Venedig, 1584)
- (Lamento d’Arianna, SV 22)
- 23–39 Il primo libro de madrigali, 5vv (Amadino, Venedig, 1587)
- 40–59 Il secondo libro de madrigali, 5vv (Amadino, Venedig, 1590)
- 60–74 Il terzo libro de madrigali, 5vv (Amadino, Venedig, 1592)
- 75–93 Il quarto libro de madrigali, 5vv (Amadino, Venedig, 1603)
- 94–106 Il quinto libro de madrigali, 5vv 	(Amadino, Venedig, 1605)
- 107–116 Il sesto libro de madrigali, 5vv, con uno dialogo 	(Amadino, Venedig, 1614)
- 117–145 Concerto: settimo libro de madrigali (Magni, Venedig, 1619)
- 146–167 Madrigali guerrieri, et amorosi, libro ottavo (Vincenti, Venedig, 1638)
- 168–178 Madrigali e canzonette, 2–3vv, libro nono (Vincenti, Venedig, 1651)
- 179–189 Madrigali spirituali, 4vv (Brescia, 1584)
- 190–204 Messa a 4 voci et salmi a 1, 2, 3, 4, 5, 6, 7 et 8 voci, concertati, e parte da capella, et con le letanie della B. V. (Vincenti, Venedig, 1650)
- 205, 206 Sanctissimæ Virgini Missa 6vv, … ac Vesperæ (Amadino, Venedig, 1610)
- 207–229 Sacræ cantiunculæ, … libro primo, 3vv (Gardane, Venedig, 1582)
- 230–245 Scherzi musicali di Claudio Monteverdi, 3vv (Amadino,	Venedig, 1607)
- 246–251 Scherzi musicali cioè arie et madrigali, 1–2vv (Magni,	Venedig, 1632)
- 252–288 Selva morale e spirituale (Magni, Venedig, 1641)

## Kompositionen
| Nr. (SV)                               | Titel                                            |
| Canzonette (SV 1–21)                   | Canzonette (SV 1–21)                             |
| -------------------------------------- | ------------------------------------------------ |
| SV 1                                   | Qual si può dir maggiore                         |
| SV 2                                   | Canzonette d’amore che m’uscite del cuore        |
| SV 3                                   | La fiera vista e’l velenoso sguardo              |
| SV 4                                   | Raggi dovè il mio bene non mi date più pene      |
| SV 5                                   | Vita de l’alma mia                               |
| SV 6                                   | Il mio martir tengo celat al cuore               |
| SV 7                                   | Son questi i crespi crini e questo il viso       |
| SV 8                                   | Io mi vivea com’ Aquila mirando                  |
| SV 9                                   | Su ch’el giorno è fore                           |
| SV 10                                  | Quando sperai del mio servir mercede             |
| SV 11                                  | Come farò cuor mio quando mi parto,              |
| SV 12                                  | Corse a la morte il povero Narciso               |
| SV 13                                  | Tu ridi sempre mai per darmi pene                |
| SV 14                                  | Chi vuol veder d’inverno un dolc’ aprile         |
| SV 15                                  | Già mi credev’ un sol esser in cielo             |
| SV 16                                  | Godi pur del bel sen felice pulce                |
| SV 17                                  | Giulia quel petto giace un bel giardino          |
| SV 18                                  | Sì come crescon alla terra i fiori,              |
| SV 19                                  | Io son Fenice e voi sete la fiamma               |
| SV 20                                  | Chi vuol veder un bosco folto e spesso           |
| SV 21                                  | Hor care canzonette sicuramente andrete          |
| andere (SV 22)                         |                                                  |
| SV 22                                  | Lamento d’Arianna                                |
| Madrigali I (SV 23–39)                 |                                                  |
| SV 23                                  | Ch’ami la vita mia nel tuo bel nome              |
| SV 24                                  | Se per havervi ohimè donato il core              |
| SV 25                                  | A che tormi il ben mio s’io dico di morire       |
| SV 26                                  | Amor per tua mercè vattene a quella,             |
| SV 27                                  | Baci soavi e cari, cibi della mia vita           |
| SV 28                                  | Se pur non mi consenti ch’io ami te              |
| SV 29                                  | Filli cara e amata dimmi per cortesia            |
| SV 30                                  | Poiché del mio dolore tanto ti nutri amore       |
| SV 31                                  | Fumia la pastorella tessendo ghirlandetta        |
| SV 32                                  | Se nel partir da voi vita mia sento              |
| SV 33                                  | Tra mille fiamme e tra mille catene              |
| SV 34                                  | Usciam Ninfe homai fuor di questi boschi         |
| SV 35                                  | Questa ordì il laccio, questa sì bella man       |
| SV 36                                  | La vaga pastorella s’en va tra fiori             |
| SV 37                                  | Amor sil tuo ferire desse tanto martire          |
| SV 38                                  | Donna sio miro voi ghiaccio divengo              |
| SV 39                                  | Ardo sì ma non t’amo                             |
| Madrigali II (SV 40–59)                |                                                  |
| SV 40                                  | Non si levava ancor l’alba novella               |
| SV 41                                  | Bevea Fillide mia e nel ber dolcemente           |
| SV 42                                  | Dolcissimi legami di parole amorose              |
| SV 43                                  | Non giacinti o narcisi                           |
| SV 44                                  | Intorno a due vermiglie e vaghe labra            |
| SV 45                                  | Non sono in queste rive fiori così vermigli      |
| SV 46                                  | Tutte le bocche belle in questo nero volto       |
| SV 47                                  | Donna nel mio ritorno il mio pensiero            |
| SV 48                                  | Quell’ ombra esser vorrei                        |
| SV 49                                  | S’andasse Amor a caccia                          |
| SV 50                                  | Mentre io miravo fiso de la mia donna            |
| SV 51                                  | Ecco mormorar l’onde e tremolar le fronde        |
| SV 52                                  | Dolcemente dormiva la mia Clori                  |
| SV 53                                  | Se tu mi lassi perfida tuo danno                 |
| SV 54                                  | La bocca onde l’asprissime parole solean uscir   |
| SV 55                                  | Crudel perchè mi fuggi                           |
| SV 56                                  | Questo specchio ti dono rosa tu dami             |
| SV 57                                  | Non mi è grave il morire                         |
| SV 58                                  | Ti spontò l’ali amor la donna mia                |
| SV 59                                  | Cantai un tempo e se fu dolc’ il canto           |
| Madrigali III (SV 60–74)               |                                                  |
| SV 60                                  | La giovinetta pianta                             |
| SV 61                                  | O come è gran martire a celar suo desire         |
| SV 62                                  | Sovra tenere herbette e bianchi fiori            |
| SV 63                                  | O dolce anima mia dunque è pur vero              |
| SV 64                                  | Stracciami pur il core ragion è ben ingrato      |
| SV 65                                  | O rossignuol chin queste verdi fronde            |
| SV 66                                  | Se per estremo ardore morir potesse un core      |
| SV 67                                  | Vattene pur crudel con quella pace               |
| SV 68                                  | O primavera gioventù dell anno                   |
| SV 69                                  | Perfidissimo volto ben lusata bellezza           |
| SV 70                                  | Chio non tami cor mio                            |
| SV 71                                  | Occhi un tempo mia vita                          |
| SV 72                                  | Vivrò fra i miei tormenti e le mie cure          |
| SV 73                                  | Lumi miei, cari lumi                             |
| SV 74                                  | Rimanti in pace a la dolente e bella Fillida     |
| Madrigali IV (SV 75–93)                |                                                  |
| SV 75                                  | Ah dolente partita, ah fin de la mia vita        |
| SV 76                                  | Cor mio mentre vi miro                           |
| SV 77                                  | Cor mio non mori e mori                          |
| SV 78                                  | Sfogava con le stelle                            |
| SV 79                                  | Volgea l’anima mia soavemente                    |
| SV 80                                  | Anima mia perdona a chi tè cruda                 |
| SV 81                                  | Luci serene e chiare voi mincendete              |
| SV 82                                  | La piaga cho nel core donna onde lieta sei       |
| SV 83                                  | Voi pur da me partite anima dura                 |
| SV 84                                  | A un giro sol de bell occhi lucenti              |
| SV 85                                  | Ohimè se tanto amate di sentir                   |
| SV 86                                  | Io mi son giovinetta e rido e canto              |
| SV 87                                  | Quel augellin che canta sì dolcemente            |
| SV 88                                  | Non più guerra pietate occhi miei belli          |
| SV 89                                  | Sì ch’io vorrei morire hora chio bacio amore     |
| SV 90                                  | Anima dolorosa che vivendo                       |
| SV 91                                  | Anima del cor mio poi che da me misera me        |
| SV 92                                  | Longe da te cor mio struggomi di dolore          |
| SV 93                                  | Piagn’e sospira e quandi caldi raggi             |
| Madrigali V (SV 94–106)                |                                                  |
| SV 94                                  | Cruda Amarilli che col nome ancora d’amar        |
| SV 95                                  | O Mirtillo anima mia                             |
| SV 96                                  | Era l’anima mia già presso a l’ultim’ hore       |
| SV 97                                  | Ecco Silvio colei che in odio hai tanto          |
| SV 98                                  | Ch’io t’ami e t’ami più de la mia vita           |
| SV 99                                  | Che dar più vi poss’ io, caro mio ben prendete   |
| SV 100                                 | M’è più dolce il penar per Amarilli              |
| SV 101                                 | Ahi come a un vago sol cortese giro              |
| SV 102                                 | Troppo ben può questo tiranno amore              |
| SV 103                                 | Amor se giusto sei fa che la donna mia           |
| SV 104                                 | T’amo mia vita, la mia cara vita                 |
| SV 105                                 | E così a poco a poco torno farfalla              |
| SV 106                                 | Questi vaghi concenti che gli augelletti intorno |
| Madrigali VI (SV 107–116)              |                                                  |
| SV 107                                 | Lamento d’Arianna a 5                            |
| SV 108                                 | Zefiro torna el bel tempo rimena                 |
| SV 109                                 | Una donna fra laltre honesta e bella             |
| SV 110                                 | A dio Florida bella il cor piagato               |
| SV 111                                 | Lagrime d’amante al sepolcro dell amata          |
| SV 112                                 | Ohimè il bel viso, ohimè il soave sguardo        |
| SV 113                                 | Qui rise o Tirsi e qui ver me rivolse            |
| SV 114                                 | Misero Alceo dal caro albergo fore               |
| SV 114a                                | Misero Alceo dal caro albergo fore               |
| SV 115                                 | Batto qui pianse Ergasto, ecco la riva           |
| SV 116                                 | Presso un fiume tranquillo disse a Filena        |
| SV 116a                                | Presso un fiume tranquillo disse a Filena        |
| Madrigali VII (SV 117–145)             |                                                  |
| SV 117                                 | Tempro la cetra e per cantar gli honori di Marte |
| SV 118                                 | Non è di gentil core chi non arde d’amore        |
| SV 119                                 | A quest olmo, a quest ombre et a quest onde      |
| SV 120                                 | O come sei gentile caro augellino                |
| SV 121                                 | Io son pur vezzosetta pastorella                 |
| SV 122                                 | O viva fiamma, o miei sospiri ardenti,           |
| SV 123                                 | Vorrei baciarti o Filli                          |
| SV 124                                 | Dice la mia bellissima Licori                    |
| SV 125                                 | Ah che non si conviene romper la fede            |
| SV 126                                 | Non vedrò mai le stelle                          |
| SV 127                                 | Ecco vicine, o bella tigre                       |
| SV 128                                 | Perchè fuggi tra salci, ritrosetta ma bella      |
| SV 129                                 | Tornate o cari baci a ritornarmi in vita         |
| SV 130                                 | Soave libertate già per si lunga etate           |
| SV 131                                 | S’el vostro cor madonna altrui pietoso tanto     |
| SV 132                                 | Interrotte speranze, eterna fede                 |
| SV 133                                 | Augellin che la voce al canto spieghi            |
| SV 134                                 | Vaga su spina ascosa e rosa ruggiadosa           |
| SV 135                                 | Eccomi pronta ai baci                            |
| SV 136                                 | Parlo misero o taccio                            |
| SV 137                                 | Tu dormi, ah crudo core                          |
| SV 138                                 | Al lume delle stelle Tirsi sotto un alloro       |
| SV 139                                 | Con che soavità labbra odorate                   |
| SV 140                                 | Ohimè dov’è il mio ben, dov’è il mio core        |
| SV 141                                 | Se i languidi miei sguardi                       |
| SV 142                                 | Se pur destina e vole                            |
| SV 143                                 | Chiome doro, bel tesoro                          |
| SV 144                                 | Amor che deggio far se non mi giova amar         |
| SV 145                                 | Tirsi e Clori                                    |
| Madrigali VIII (SV 146–167)            |                                                  |
| Canti Guerrieri (SV 146–154)           |                                                  |
| SV 146                                 | Altri canti d’Amor                               |
| SV 147                                 | Hor che’l ciel e la terra e’l vento tace         |
| SV 148                                 | Gira il nemico insidioso amore                   |
| SV 149                                 | Se vittorie sì belle                             |
| SV 150                                 | Armato il cor dadamantina fede                   |
| SV 151                                 | Ogni amante è guerrier                           |
| SV 152                                 | Ardo avvampo mi struggo, ardo accorete amici     |
| SV 153                                 | Il combattimento di Tancredi e Clorinda          |
| SV 154                                 | Ballo: Movete al mio bel suon le piante snelle   |
| Canti Amorosi (SV 155–167)             |                                                  |
| SV 155                                 | Altri canti di Marte e di sua schiera            |
| SV 156                                 | Vago augelletto che cantando vai                 |
| SV 157                                 | Mentre vaga Angioletta                           |
| SV 158                                 | Ardo e scoprir ahi lasso                         |
| SV 159                                 | O sia tranquillo il mare                         |
| SV 160                                 | Ninfa che scalza il piede                        |
| SV 161                                 | Dolcissimo uscignolo                             |
| SV 162                                 | Chi vol haver felice e lieto il core             |
| SV 163                                 | Lamento della Ninfa                              |
| SV 164                                 | Perchè ten fuggi o Fillide                       |
| SV 165                                 | Non partir ritrosetta troppo lieve e incostante  |
| SV 166                                 | Su pastorelli vezzosi                            |
| SV 167                                 | Il ballo delle ingrate                           |
| Madrigali IX (SV 168–178)              |                                                  |
| SV 168                                 | Bel pastor del cui bel guardo                    |
| SV 169                                 | Alcun non mi consigli                            |
| SV 170                                 | Di far sempre gioire                             |
| SV 171                                 | Quando dentro al tuo seno                        |
| SV 172                                 | Non voglio amare                                 |
| SV 173                                 | Come dolce hoggi lauretta spira                  |
| SV 174                                 | Alle danze, alle gioie, ai diletti               |
| SV 175                                 | Perchè se modiavi                                |
| SV 176                                 | Sì chio vamo, occhi vaghi, occhi belli           |
| SV 177                                 | Su pastorelli vezzosi                            |
| SV 178                                 | O mio bene, o mia vita                           |
| Messa Et Salmi (SV 190–204)            |                                                  |
| SV 190                                 | Messa a 4 voci da capella                        |
| SV 191                                 | Dixit dominus I, a 8                             |
| SV 192                                 | Dixit dominus II, a 8                            |
| SV 193                                 | Confitebor tibi domine I, a 1                    |
| SV 194                                 | Confitebor tibi domine II, a 2                   |
| SV 195                                 | Beatus vir                                       |
| SV 196                                 | Laudate pueri dominum                            |
| SV 197                                 | Laudate dominum omnes gentes                     |
| SV 197a                                | Laudate dominum omnes gentes                     |
| SV 198                                 | Laetatus sum I, a 6                              |
| SV 199                                 | Laetatus sum II, a 5                             |
| SV 200                                 | Nisi dominus I, a 3                              |
| SV 201                                 | Nisi dominus II, a 6                             |
| SV 202                                 | Lauda Jerusalem dominum I, a 3                   |
| SV 203                                 | Lauda Jerusalem dominum II, a                    |
| SV 204                                 | Letanie della Beata Vergine                      |
| Missa Ac Vesperae (SV 205–206)         |                                                  |
| SV 205                                 | Missa a 6 voci da capella «In illo tempore»      |
| SV 205a                                | Missa a 6 voci da capella «In illo tempore»      |
| SV 206                                 | Vespro della Beata Vergine                       |
| SV 206a                                | Vespro della Beata Vergine                       |
| Sacrae Cantiunculae (SV 207–229)       |                                                  |
| SV 207                                 | Lapidabant Stephanum                             |
| SV 208                                 | Veni sponsa Christi                              |
| SV 209                                 | Ego sum pastor bonus                             |
| SV 210                                 | Surge propera amica mea                          |
| SV 211                                 | Ubi duo vel tres congregati fuerint              |
| SV 212                                 | Quam pulchra es et quam decora amica mea         |
| SV 213                                 | Ave Maria gratia plena                           |
| SV 214                                 | Domine pater et deus                             |
| SV 215                                 | Tu es pastor ovium                               |
| SV 216                                 | O magnum pietatis                                |
| SV 217                                 | O crux benedicta                                 |
| SV 218                                 | Hodie Christus natus est                         |
| SV 219                                 | O domine Jesu Christe adoro te                   |
| SV 220                                 | Pater venit hora clarifica filium tuum           |
| SV 221                                 | In tua patientia possedisti animam tuam          |
| SV 222                                 | Angelus ad pastores ait                          |
| SV 223                                 | Salve crux pretiosa                              |
| SV 224                                 | Quia vidisti me Thoma credidisti                 |
| SV 225                                 | Lauda Syon salvatorem                            |
| SV 226                                 | O bone Iesu illumina oculos meos                 |
| SV 227                                 | Surgens Iesus dominus noster                     |
| SV 228                                 | Qui vult venire post me abneget se               |
| SV 229                                 | Iusti tulerunt spolia impiorum                   |
| Scherzi Musicali I (SV 230–245)        |                                                  |
| SV 230                                 | I bei legami che stami intorno                   |
| SV 231                                 | Amarilli onde m’assale                           |
| SV 232                                 | Fugge il verno dei dolori                        |
| SV 233                                 | Quando lalba in oriente                          |
| SV 234                                 | Non così tosto io miro                           |
| SV 235                                 | Damigella tutta bella                            |
| SV 236                                 | La pastorella mia spietata e rigida              |
| SV 237                                 | O rosetta, che rosetta                           |
| SV 238                                 | Amorosa pupilletta che saetta                    |
| SV 239                                 | Vaghi rai di cigli ardenti                       |
| SV 240                                 | La violetta chen su lherbetta                    |
| SV 241                                 | Giovinetta ritrosetta                            |
| SV 242                                 | Dolci miei sospiri                               |
| SV 243                                 | Clori amorosa damor rubella                      |
| SV 244                                 | Lidia spina del mio core                         |
| SV 245                                 | Balletto: De la bellezza le dovute lodi          |
| Scherzi Musicali II (SV 246–251)       |                                                  |
| SV 246                                 | Maledetto sia laspetto                           |
| SV 247                                 | Quel sguardo sdegnosetto                         |
| SV 248                                 | Era già tutta mia                                |
| SV 249                                 | Ecco di dolci raggi il sol armato                |
| SV 249a                                | Ecco di dolci raggi il sol armato                |
| SV 250                                 | Et è pur dunque verò                             |
| SV 251                                 | Zefiro torna e di soavi accenti                  |
| Selva Morale e Spirituale (SV 252–288) |                                                  |
| SV 252                                 | O ciechi il tanto affaticar che giova            |
| SV 253                                 | Voi chascoltate in rime sparse il suono          |
| SV 254                                 | E questa vita un lampo                           |
| SV 255                                 | Spuntava il dì quando la rosa sovra              |
| SV 256                                 | Chi vol minnamori                                |
| SV 257                                 | Messa a 4 da capella                             |
| SV 257a                                | Messa a 4 da capella                             |
| SV 258                                 | Gloria                                           |
| SV 259                                 | Crucifixus                                       |
| SV 260                                 | Et resurrexit                                    |
| SV 261                                 | Et iterum venturus est                           |
| SV 262                                 | Ab aeterno ordinata sum                          |
| SV 263                                 | Dixit dominus I, a 8 in g                        |
| SV 264                                 | Dixit dominus II, a 8 in d                       |
| SV 265                                 | Confitebor tibi domine I, a 8                    |
| SV 266                                 | Confitebor tibi domine II, a 3                   |
| SV 267                                 | Confitebor tibi domine III, a 5                  |
| SV 267a                                | Confitebor tibi domine IIIa, a 1                 |
| SV 268                                 | Beatus vir I, a 6                                |
| SV 269                                 | Beatus vir II, a 5                               |
| SV 270                                 | Laudate pueri dominum I, a 5                     |
| SV 271                                 | Laudate pueri dominum II, a 5                    |
| SV 272                                 | Laudate dominum omnes gentes I, a 8              |
| SV 272a                                | Laudate dominum omnes gentes Ia, a 5             |
| SV 273                                 | Laudate dominum omnes gentes II                  |
| SV 274                                 | Laudate dominum omnes gentes III                 |
| SV 275                                 | Credidi propter quod locutus sum                 |
| SV 276                                 | Memento domine David                             |
| SV 277                                 | Sanctorum meritis I                              |
| SV 278                                 | Sanctorum meritis II                             |
| SV 278a                                | Deus tuorum militum I, a 1                       |
| SV 278b                                | Iste confessor I, a 1                            |
| SV 279                                 | Iste confessor II, a 2                           |
| SV 279a                                | Ut queant laxis                                  |
| SV 280                                 | Deus tuorum militum II, a 3                      |
| SV 281                                 | Magnificat I, a 6                                |
| SV 282                                 | Magnificat II, a 4                               |
| SV 283                                 | Salve Regina I                                   |
| SV 284                                 | Salve Regina II                                  |
| SV 285                                 | Salve Regina III                                 |
| SV 286                                 | Jubilet tota civitas                             |
| SV 287                                 | Laudate dominum in sanctis eius                  |
| SV 288                                 | Pianto della Madonna                             |
| andere (SV 289–)                       |                                                  |
| SV 289                                 | Adoramus te Christe                              |
| SV 290                                 | Ahi che si partì il mio bel sol adorno           |
| SV 291                                 | L’Arianna                                        |
| SV 292                                 | Cantate domino canticum novum a 2                |
| SV 293                                 | Cantate domino canticum novum a 6                |
| SV 294                                 | Christe adoramus te,                             |
| SV 295                                 | Confitebor tibi domine a 4                       |
| SV 296                                 | Confitebor tibi domine a 1                       |
| SV 297                                 | Currite populi, psallite timpanis                |
| SV 298                                 | Domine ne in furore tuo                          |
| SV 299                                 | Ecce sacrum paratum convivium                    |
| SV 299a                                | Ecce sacrum paratum convivium                    |
| SV 300                                 | Ego dormio et cor meum vigilat                   |
| SV 301                                 | Ego flos campi                                   |
| SV 302                                 | En gratulemur hodie                              |
| SV 303                                 | Exulta filia Sion                                |
| SV 304                                 | Exultent caeli et gaudeant angeli                |
| SV 305                                 | Fuge anima mea mundum                            |
| SV 307                                 | Gloria a 8                                       |
| SV 308                                 | L’incoronazione di Poppea                        |
| SV 309                                 | Io ardo sì, ma’l foco è di tal sorte             |
| SV 310                                 | La mia Turca che d’Amor non ha fè                |
| SV 311                                 | Laudate pueri dominum a 6                        |
| SV 312                                 | O beatae viae                                    |
| SV 313                                 | O bone Jesu, o piissime Jesu                     |
| SV 314                                 | Occhi miei se mirar più non debb’ io             |
| SV 315                                 | O come vaghi, o come cari sono Lidia             |
| SV 316                                 | Ohimè ch’io cado                                 |
| SV 317                                 | O quam pulchra es amica mea                      |
| SV 318                                 | L’Orfeo                                          |
| SV 320                                 | Perchè se m’odiavi                               |
| SV 321                                 | Più lieto il guardo                              |
| SV 322                                 | Prima vedrò ch’in questi prati nascano           |
| SV 324                                 | Quante son stelle in ciel                        |
| SV 325                                 | Il ritorno d’Ulisse in patria                    |
| SV 326                                 | Salve o Regina                                   |
| SV 327                                 | Salve Regina                                     |
| SV 328                                 | Sancta Maria succurre miseris                    |
| SV 331                                 | Se non mi date aita                              |
| SV 332                                 | Sì dolce è’l tormento                            |
| SV 333                                 | Su le penne de’ venti                            |
| SV 334                                 | Taci Armelin, deh taci                           |
| SV 335                                 | Venite sitientes ad aquas domini                 |
| SV 336                                 | Venite videte martirem                           |
| SV 337                                 | Voglio di vita uscir                             |
| SV A1                                  | Ballo                                            |
| SV A2                                  | Lamento di Olimpia                               |

- Adoramus te Christe, SV 289
- Ahi che si partì il mio bel sol adorno, SV 290
- L’Arianna, SV 291
- Ballo, SV A1 [Gitarre solo]
- Cantate domino canticum novum a 2, SV 292
- Cantate domino canticum novum a 6, SV 293[3]